# Richard Harrison Shryock
Richard Harrison Shryock (29 mars 1893, Philadelphie - 1er février 1972, Fort Lauderdale) est un historien de la médecine américain, spécialisé dans les liens entre l'histoire médicale et l'histoire générale.

## Biographie
Shryock a étudié à la Philadelphia School of Pedagogy (en), puis à l'Université de Pennsylvanie, où il a obtenu une licence en 1917 et un doctorat en histoire américaine en 1924. Avant 1917, il enseignait à Philadelphie. Pendant la Première Guerre mondiale, il a servi comme soldat dans le service d'ambulance de l'armée américaine. Il a été professeur d'histoire de 1921 à 1924 à l'Université d'État de l'Ohio et de 1924 à 1925 à l'Université de Pennsylvanie. Au département d'histoire de l'université Duke, il est professeur agrégé de 1925 à 1931 et professeur titulaire de 1931 à 1938. À l'Université de Pennsylvanie, il a été professeur d'histoire américaine de 1938 à 1949, professeur d'histoire médicale de 1941 à 1947, professeur d'histoire médicale de 1948 à 1949 et professeur d'histoire de 1958 à 1963. Pendant la Seconde Guerre mondiale, il a servi comme lieutenant-commandant dans la garde côtière des États-Unis. 
Shryock a été professeur William H. Welch d'histoire de la médecine et directeur de l'Institut Johns Hopkins d'histoire de la médecine de 1949 à 1958, date à laquelle il a pris sa retraite en tant que professeur émérite ; à Johns Hopkins, son prédécesseur était Henry Sigerist.  Les recherches de Shryock étaient axées sur l'étude de l'influence des facteurs sociaux et scientifiques sur le développement de la médecine. De plus, il a écrit des essais sur des historiens de la médecine, par exemple, Henry E. Sigerist. Le biographe de Shryock, Whitfield Jenks Bell, Jr. a décrit son importance pour l'histoire de la médecine comme suit : 

« Si les médecins, d'une part, ont écrit l'histoire de la médecine sans se référer à des modèles plus larges d'histoire sociale et intellectuelle, les historiens généraux, d'autre part, ont généralement omis la médecine entièrement, sauf peut-être pour mentionner des catastrophes telles que la peste noire [...]. Dans cette situation, l'un des objectifs de Shryock, qui s'est avéré être l'une de ses réussites, était de faire entrer l'histoire générale dans l'histoire de la médecine, l'histoire de la médecine dans les récits historiques généraux, et les historiens généraux et les médecins ensemble. »

En 1921, il épouse Rheva Luzetta Ott (1896-1989). À sa mort en 1972, il laisse dans le deuil sa veuve, un fils, une fille et six petits-enfants.

## Récompenses et honneurs
En 1944, Shryock devint membre de la Société américaine de philosophie.  Il a été président de l'Association américaine d'histoire de la médecine de 1946 à 1948. En 1949, il est élu membre de l'Académie américaine des arts et des sciences. En 1959, il reçoit la médaille George Sarton, le prestigieux prix d'histoire des sciences de la History of Science Society (HSS), société fondée par George Sarton et Lawrence Joseph Henderson, qu'il a présidée (1940–1942). 
Depuis 1984, le comité de la médaille Shryock décerne chaque année la médaille Richard Shryock à des étudiants américains ou canadiens pour un travail exceptionnel en histoire de la médecine. Par exemple, en 2008, l'étudiant Stephen E. Mawdsley de l'Université de l'Alberta a reçu la médaille pour son article intitulé Polio and Prejudice: Charles Hudson Bynum and the Racial Politics of the National Foundation for Infantile Paralysis, 1944-1954.

## Publications (sélection)
- The Development of Modern Medicine. An Interpretation of the social and scientific Factors involved, 1936[6]
- American Medical Research. Past and Present, 1945
- avec Paul Diepgen: Die Entwicklung der modernen Medizin in ihrem Zusammenhang mit dem sozialen Aufbau und den Naturwissenschaften, Enke Verlag, Stuttgart 1947 (paperback)
- Henry E. Sigerist: His Influence upon Medical History in the United States. Bulletin of the History of Medicine 22, 1948: 19–24.
- Eighteenth Century Medicine in America. American Antiquarian Society, October 1949: 275–292.
- Dr. Welch and Medical History. Bulletin of the History of Medicine 1950; 24: 325–332.
- The Unique Influence of the Johns Hopkins University on American Medicine. Copenhagen 1953, Ejnar Munksgaard.
- The History of Nursing. An Interpretation of the social and medical Factors involved, 1959
- Medicine and Society in America, 1660–1860, 1960
- Shryock Richard H, « The History of Quantification in Medical Science », Isis, vol. 52, no 2,‎ 1961, p. 215–237 (DOI 10.1086/349470, S2CID 144189455)
- Shryock RH, « Empiricism versus rationalism in American medicine 1650-1950 », Proc Am Antiq Soc,‎ 1969, p. 99–150 (PMID 11615079)
- National Tuberculosis Association, 1904-1954: A Study of the Voluntary Health Movement in the United States. Ayer Publishing, 1988.